# Пеце ди Монзињоре (Бриндизи)
Пеце ди Монзињоре (итал. Pezze di Monsignore) је насеље у Италији у округу Бриндизи, региону Апулија.
Према процени из 2011. у насељу је живело 296 становника. Насеље се налази на надморској висини од 92 м.